# Ichthyophis nguyenorum
Ichthyophis nguyenorum é uma espécie de anfíbio gimnofiono da família Ichthyophiidae. Está presente no Vietname. A UICN classificou-a como pouco preocupante.